# Pablo Sala
Pablo Sala es un compositor y diseñador de sonido argentino de larga trayectoria fundamentalmente enfocado en cine argentino. 

## Biografía
Pablo Sala viene de una familia de músicos que le dieron influencias musicales variadas, abarcando diversos géneros tales como rock, música clásica y jazz. En sus entrevistas nombra a The Beatles y Yes como sus influencias tempranas, y también resalta la importancia que tuvieron para su formación musical los estudios de guitarra clásica con Horacio Ceballos, y de la composición musical con Máximo Diego Pujol, Luis Borda y Roberto Carnoballi, permitiéndole comenzar a componer sus primeras obras en los géneros contemporáneo y popular. 
Siendo también especialista en electrónica, informática y acústica, empieza en los 90s a participar y dirigir trabajos vinculados al diseño de sonido para teatro, creación de FX de sonidos para cine y televisión, producción de música electrónica y composición de música publicitaria. Posteriormente, empezó también a abarcar trabajos de eventos multimediales, instalaciones artísticas, parques temáticos, investigación, enseñanza y acústica forense. Entre los más recientes se puede mencionar el diseño de la banda de sonido del mapping project para la reapertura del Teatro Colón de Buenos Aires (2010), diseño de sonido del museo del CF Benfica de Portugal y la composición de la música del museo del correo en el Centro Cultural Kirchner.
A partir del año 2000 en adelante se especializa en la composición de música original y el diseño de sonido para cine. Obtuvo nominaciones y premios tanto por sus trabajos musicales como de sonido.

## Filmografía
- Atando cabos (2022)
- Causalidad (2021)
- Soy tóxico (2020)
- Bruja (2019)
- Te pido un taxi (2019)
- Todo por el ascenso (2019)
- Anoche (2019)
- El día que me muera (2019)
- Atrevidas (2018)
- Eterno paraíso (2018)
- Alma pura (2018)
- Diez menos (2018)
- Camino eterno (2018)
- Stand Up Villero (2018)
- Olmedo: El rey de la risa (2018)
- Bruno Motoneta (2018)
- 27: El club de los malditos (2018)
- Metal Contra Metal (2018)
- Soy tu karma (2017)
- Pescadores (2017)
- Mariel espera (2017)
- Señora Haidi (2017)
- Luces de medianoche (2017)
- El muerto cuenta su historia (2016)
- Caída del cielo (2016)
- La fidelidad (2016)
- El peor día de mi vida (2016)
- Paternoster (2016)
- Justo en lo mejor de mi vida (2015)
- La hija (2015)
- Noche de perros (2015)
- Poner al Rock de moda (2015)
- Pájaros negros (2015)
- Yarará (2015)
- Las Chicas del 3º (2014)
- Los monstruos (2014)
- Los Nadies (2014)
- Polvareda (2013)
- La boleta (2013)
- La vida anterior (2013)
- Príncipe azul (2013)
- Backyard Sessions (2012)
- Industria argentina (2012)
- Las puertas del cielo (2012)
- El mal del sauce (2011)
- Lucho & Ramos (2010)
- Adopción (2009)
- Esperando la carroza 2 (2009)
- Universos (cortometraje, 2009)
- La moneda (cortometraje, 2009)
- Fantasmas de la noche (2009)
- Arroz con leche (2009)
- El piano mudo (2008)
- Cobardes (2008)
- El tesoro del portugués (2007)
- A Berta Singerman (cortometraje, 2007)
- De cerca nadie es normal (2007)
- Creating Enemies (2007 - EE. UU.)
- Amor perdido (2006)
- Tapas (2005)
- Conversaciones con mamá (2004)
- Natural (2004)
- Historias breves IV (,infierno grande) (2004)
- Hotel, hotel (2002)
- Testigos ocultos (2001)
- Viaje por el cuerpo (2001)
- Gallito ciego (2000)
- Cabecita rubia (2000)
- Afrodita, el jardín de los perfumes (1998)
- Medinas (1997)

## Televisión
- La Pulsera - Miniserie TV (2017)
- Vas a viajar en mi sidecar - Miniserie TV (2017, 2019)
- Ecos - Miniserie TV (2012)

## Premios y nominaciones
- Nominado al Cóndor de Plata a Mejor Canción Original por Nachoxodem del film Bruja (Letra e intérprete: Charo Bogarín, Música: Pablo Sala)
- Nominado al Cóndor de Plata a Mejor Música Original por Pájaros Negros[2]
- Ganador Bronce a mejor uso de música, en El ojo de Iberoamérica por #CompartiTuOreo[3]
- Nominado Mejor sonido en El ojo de Iberoamérica por #CompartiTuOreo[3]
- Ganador del Cóndor de Plata a Mejor Música Original por La vida anterior[4]
- Nominado al Cóndor de Plata a Mejor Sonido por La vida anterior[5]
- Ganador del Trofeu Brasileirinho a Mejor Banda Sonora por El mal del sauce, en el Festival Brasil de Cinema Internacional[6]
- Nominado al Cóndor de Plata a Mejor Música Original por Cabecita Rubia